# Lysandra caerulescensmarginata
Lysandra caerulescensmarginata är en fjärilsart som beskrevs av Tutt 1909. Lysandra caerulescensmarginata ingår i släktet Lysandra och familjen juvelvingar. Inga underarter finns listade i Catalogue of Life.